# Chanovice
Chanovice är en ort i Tjeckien.   Den ligger i regionen Plzeň, i den västra delen av landet, 90 km sydväst om huvudstaden Prag. Chanovice ligger 552 meter över havet och antalet invånare är 696.
Terrängen runt Chanovice är huvudsakligen platt, men åt nordväst är den kuperad. Chanovice ligger uppe på en höjd. Runt Chanovice är det ganska tätbefolkat, med 72 invånare per kvadratkilometer. Närmaste större samhälle är Horažďovice, 9,4 km söder om Chanovice. Trakten runt Chanovice består till största delen av jordbruksmark.